# Journal of High Energy Physics
Le Journal of High Energy Physics (JHEP) (Journal de la physique des hautes énergies) est une publication scientifique à comité de lecture sur la physique des particules. Le journal appartient à la Scuola Internazionale Superiore di Studi Avanzati (SISSA), basée à Trieste en Italie et est publiée par Springer. Le JHEP, qui n’existe qu’en version numérique, a été fondé en 1997.